# Уэльч, Джовани
Джованни Франсиско Уэльч Лопес (исп. Jovani Francisco Welch López; род. 7 декабря 1999, Панама) — панамский футболист, полузащитник клуба «Мильонариос» и сборной Панамы.

## Клубная карьера
Уэльч — воспитанник клуба «Альянса». 25 февраля 2018 года в матче против «Университарио» он дебютировал в чемпионате Панамы. В начале 2022 года Уэльч на правах аренды перешёл в венесуэльскую «Самору». 26 февраля в матче против «Интер де Баринас» он дебютировал в венесуэльской Примере. 28 апреля в поединке против «Сулии» Джованни забил свой первый гол за «Самору». В начале 2023 года Уэльч был арендован португальским «Академику де Визеу». 12 марта в матче против «Марфы» он дебютировал в Сегунда лиге. 1 октября в поединке против АВС Джованни забил свой первый гол за «Академику де Визеу».
Летом 2024 года Уэльч перешёл в колумбийский «Мильонариос». 25 июля в матче против «Атлетико Насьональ» он дебютировал в Кубке Мустанга.

## Международная карьера
В 2019 году в составе молодёжной сборной Панамы Уэльч принял участие в молодёжном чемпионате мира в Польше. На турнире он сыграл в матчах против сборных Мали и Франции.
16 января 2022 года в товарищеском матче против сборной Перу Уэльч дебютировал за сборную Панамы.
В 2023 году Уэльч принял участие в Золотом кубке КОНКАКАФ в США. На турнире он сыграл в матчах против сборных Мартиники, Сальвадора, Катара и США.
В 2024 году Уэльч принял участие в Кубке Америки в США. На турнире он сыграл в матчах против сборных Уругвая, Боливии и Колумбии.
10 июня 2024 года в отборочном матче чемпионата мира 2026 против сборной Монтсеррата Джованни забил свой первый гол за национальную команду.

### Голы за сборную Панамы
| №  | Дата         | Место                                    | Противник  | Счёт | Результат | Соревнование                     |
| -- | ------------ | ---------------------------------------- | ---------- | ---- | --------- | -------------------------------- |
| 1. | 10 июня 2024 | Национальный стадион, Манагуа, Никарагуа | Монтсеррат | 0:1  | 1:3       | Чемпионат мира 2026 квалификация |